# Port Edward (Columbia Britannica)
Port Edward è una municipalità distrettuale del Canada, situata nella Columbia Britannica, nel distretto regionale di Skeena-Queen Charlotte.